# أزورلة معنقة
أزورلة معنقة (الاسم العلمي:Azorella pedunculata) هي نوع من النباتات يتبع جنس الأزورلة من الفصيلة الخيمية.